# Campanula cymbalaria
Campanula cymbalaria är en klockväxtart som beskrevs av James Edward Smith. Campanula cymbalaria ingår i släktet blåklockor, och familjen klockväxter. Inga underarter finns listade i Catalogue of Life.